# Majerova skala
Majerova skala (1283 m) – szczyt w grupie górskiej Wielkiej Fatry na Słowacji, charakterystyczny podszczytowym urwiskiem skalnym w formie wielkiego balkonu, które nadało mu nazwę.

## Położenie
Leży w niezbyt długim, lecz masywnym i mocno rozczłonkowanym grzbiecie, jaki odchodzi od szczytu Krížnej w kierunku pd.-wsch. Poprzez wzniesienie zwane Líška (1445 m) opada on łagodnie na przedmiotową Majerovą skałę, by poniżej jej uskoku rozdzielić się na szereg ramion, wypełniających szerokie widły, jakie tworzą Starohorská dolina i jej odnoga – Turecká dolina. Porośnięte lasem stoki północne opadają do Hornojelenskiej doliny.
Skalne urwisko Majerovej skali wznosi się ok. 2 km na północ od centrum wsi Staré Hory w powiecie Bańska Bystrzyca.

## Geologia – geomorfologia
Szczyt ma skalisty charakter, zdecydowanie odmienny od obłego wierzchołka i łagodnych, halnych grzbietów masywu Krížnej. Wiąże się to z tym, że w odróżnieniu od niej jest on zbudowany z wapieni i dolomitów środkowego triasu i stanowi rodzaj ostańca wypreparowanego z płaszczowiny choczańskiej. Skalny balkon, oglądany ze wspomnianych dolin, sprawia wrażenie, jakby był wierzchołkiem góry. Jego krawędź leży jednak ok. 50 m poniżej właściwego szczytu, który znajduje się ok. 300 m dalej na pn.-zach. Stanowi go niewielka płasienka w skalistym, dość wąskim i zalesionym grzbiecie.

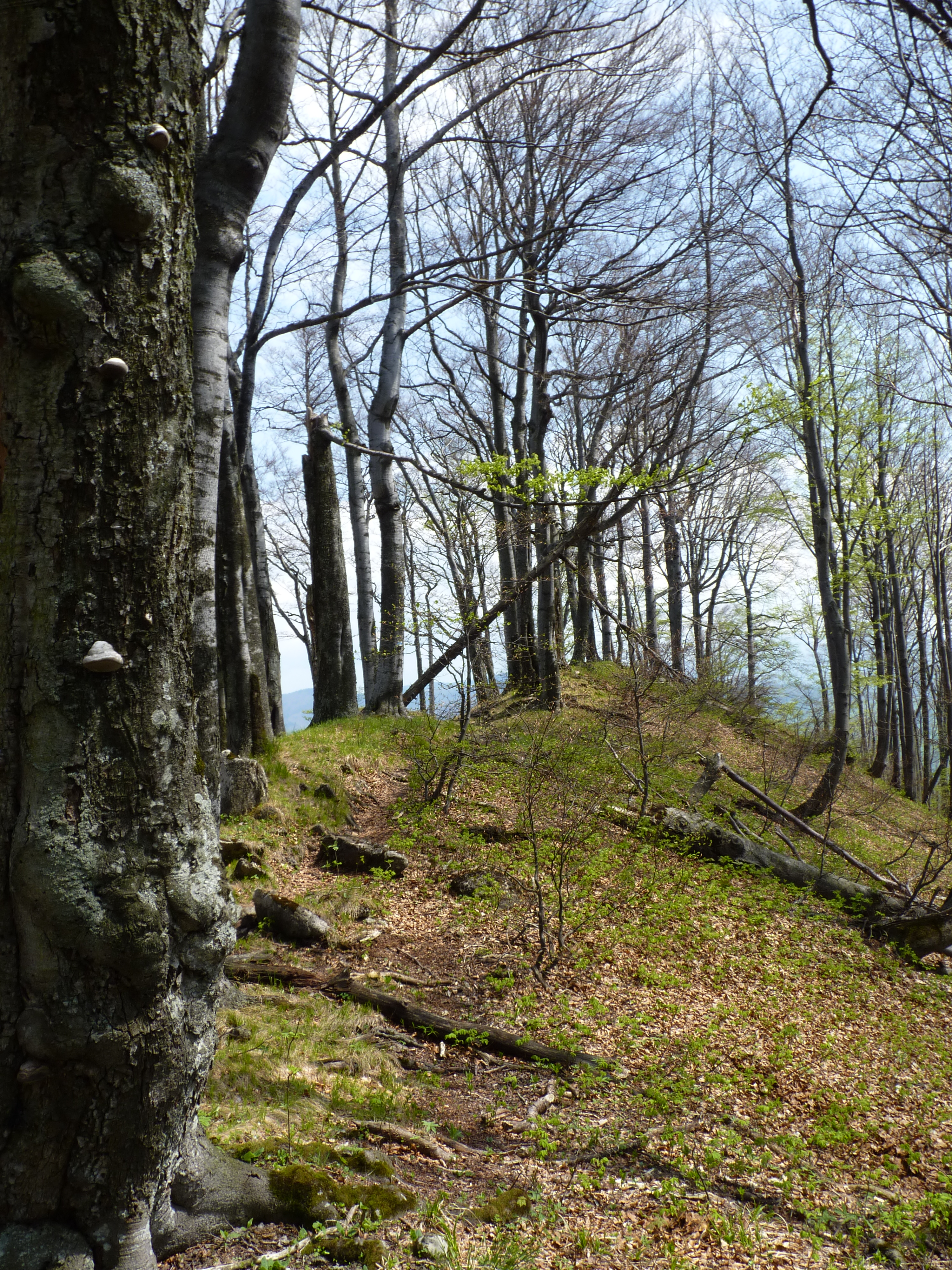
Na szczycie skały
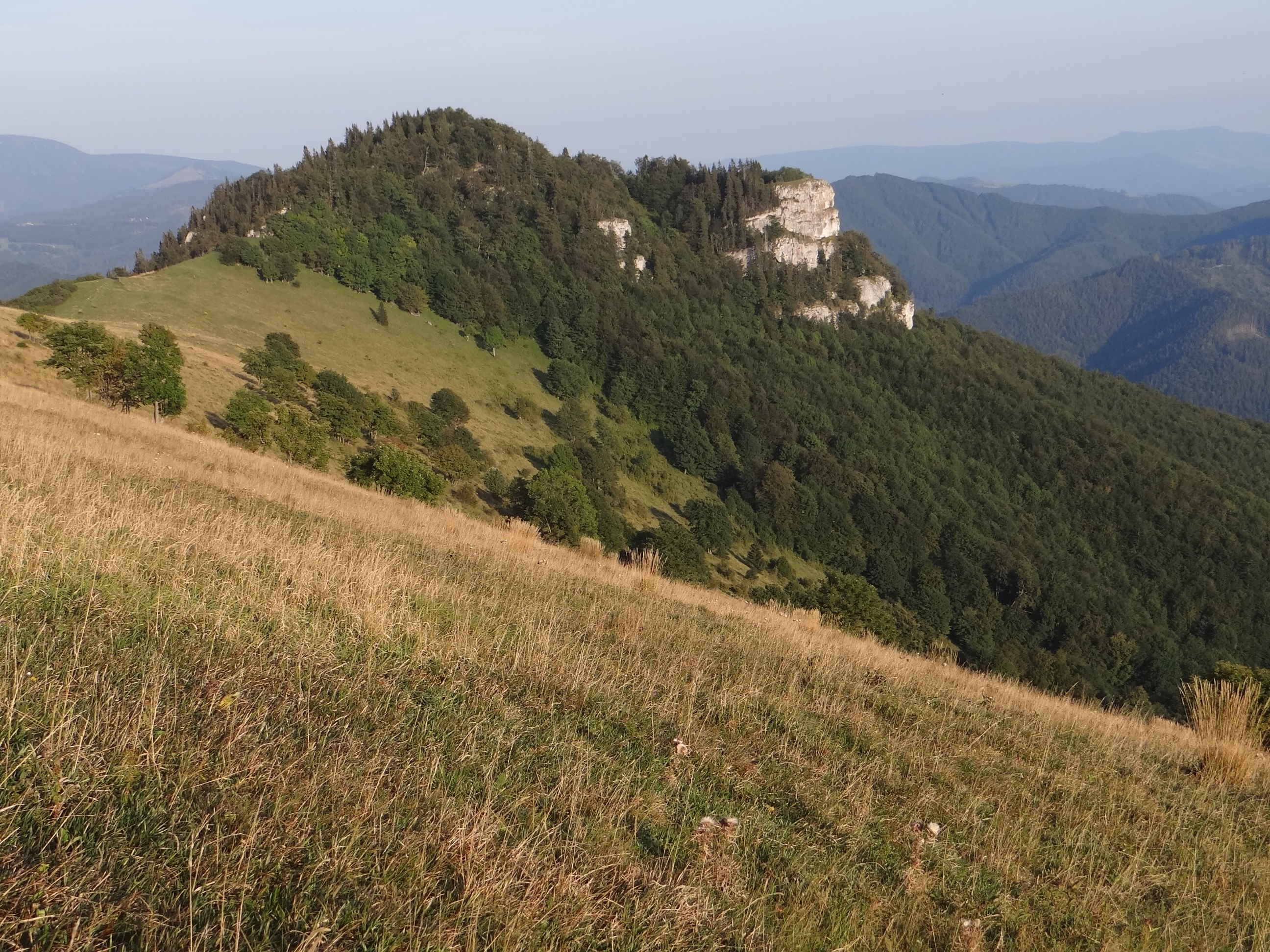
Widok od zachodu
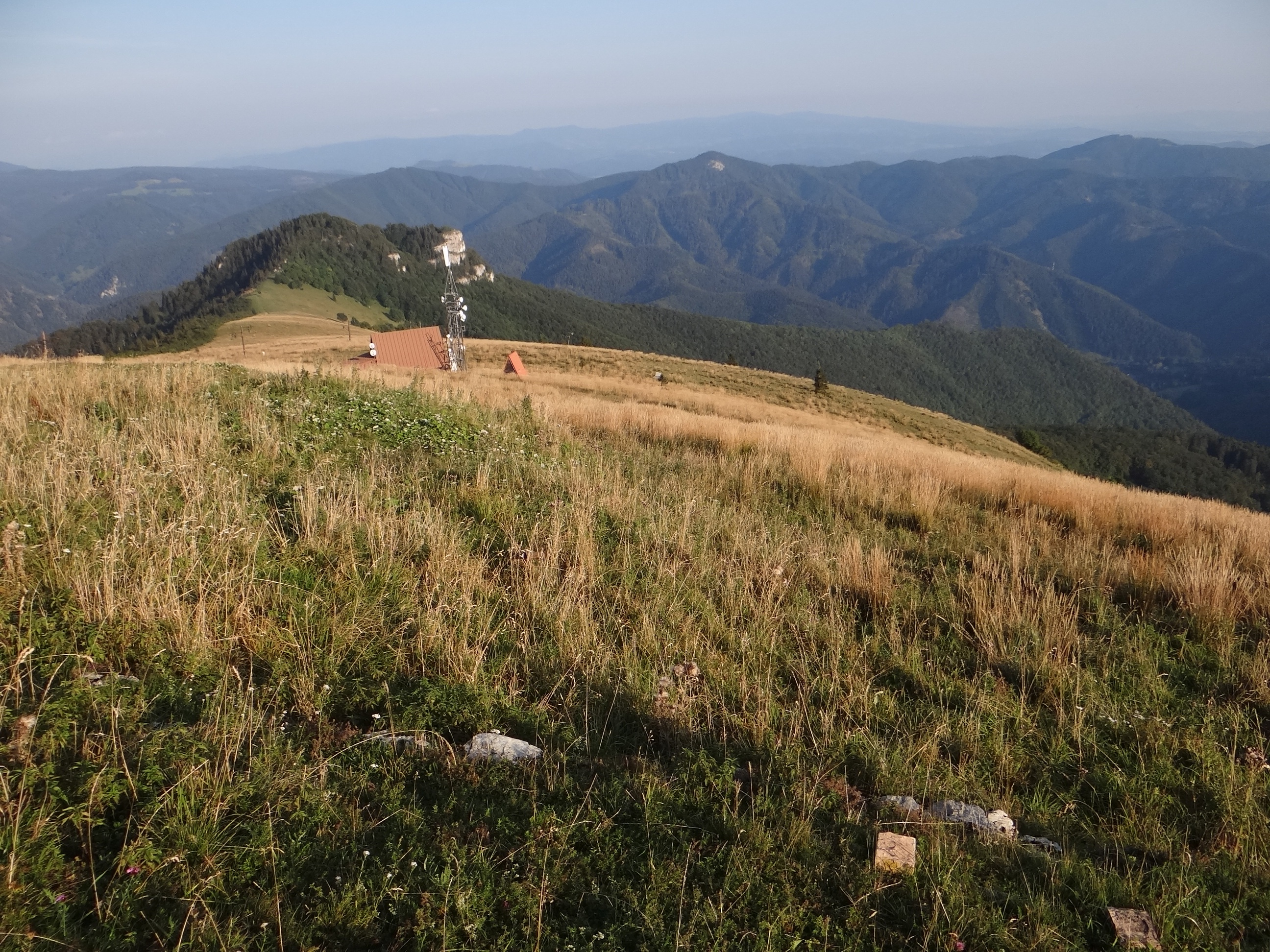
Widok na Majerovą skałą z wzniesienia Líška

## Przyroda i jej ochrona
Poza wąskim pasem skał tworzących balkon praktycznie cały masyw Majerovej skaly jest pokryty lasami, w których gatunkiem dominującym jest buk. Cenne z przyrodniczego punktu widzenia są niewielkie łączki podszczytowe oraz trawiaste zespoły naskalne. Łąki pokrywające grzbiet biegnący od szczytu Majerovej skaly ku Krížnej pokrywają się na przełomie maja i czerwca wielkimi łanami kwitnącego zawilca narcyzowego.
Majerova skala leży w granicach Parku Narodowego Wielka Fatra. Jej partie podszczytowe są dodatkowo chronione jako pomnik przyrody Majerova skala.

## Turystyka
Przez szczyt Majerovej skaly biegnie niebiesko znakowany szlak turystyczny ze Starych Hor na Krížną. Na „balkon” (krawędź urwiska niezabezpieczona!) doprowadza krótkie, nieznakowane dojście.
Widoki z Majerovej skaly nie są zbyt rozległe – obejmują głównie otoczenie Starohorskiej doliny oraz zach. część Niżnych Tatr. Największe wrażenie wywołuje „przepaścistość” oglądanych obrazów. Szczyt, porośnięty rzadką buczyną, oferuje jedynie fragmentaryczne widoki.
   Stare Hory – Majerova skala – Pod Liškou – Líška – Krížna. Odległość 7,7 km, suma podejść 1094 m, suma zejść 2 m, czas przejścia 3:35 h, z powrotem 2:45 h.